# Schausia mkabi
Schausia mkabi là một loài bướm đêm trong họ Noctuidae.